# Lakey Peterson
Pour les articles homonymes, voir Peterson.
Lakey Peterson est une surfeuse professionnelle américaine née le 30 septembre 1994 à Santa Barbara, en Californie.

## Palmarès et résultats

### Saison par saison
- 2010 :
  - 3e du US Open of Surfing à Huntington Beach (États-Unis)[1]
- 2011 :
  - 2e du Estoril Surf and Music Billabong Girls à Estoril (Portugal)[2]
  - 2e du Nike US Open of Surfing à Huntington Beach (États-Unis)[3]
  - 2e du SriLankan Airlines Pro à Pottuvil (Sri Lanka)[4]
  - 3e du Billabong Women's Azores Island Pro à São Miguel (Açores)[5]
- 2012 :
  - 3e du TSB Bank NZ Surf Festival à Taranaki (Nouvelle-Zélande)[6]
  - 1re du Nike US Open of Surfing à Huntington Beach (États-Unis)[7]
- 2013 :
  - 3e du Rip Curl Women's Pro Bells Beach à Bells Beach (Australie)[8]
  - 3e du Roxy Pro France à Seignosse (France)[9]
- 2014 :
  - 3e du Roxy Pro Gold Coast à Gold Coast (Australie)[10]
  - 3e du Rio Women's Pro à Rio de Janeiro (Brésil)[11]
- 2015
  - 3e du Fiji Women's Pro à Tavarua (Fidji)[12]
  - 3e du Swatch Women's Pro à Trestles (États-Unis)[13]
  - 2e du Cascais Women's Pro à Cascais (Portugal)[14]

### Classements
| Année             | 2011 | 2012 | 2013 | 2014 |
| ----------------- | ---- | ---- | ---- | ---- |
| Championship Tour |      | 7e   | 7e   | 6e   |
| Qualifying Series | 3e   | 36e  | 42e  |      |